# Moving Magnet
Als Moving Magnet (englisch 'Bewegter Magnet', Abk. MM) wird die Bauform eines magnetischen Tonabnehmers für die Schallplattenwiedergabe bezeichnet, bei dem im Unterschied zum Moving-Coil-System die Magneten fest mit der Abtastnadel verbunden sind, während die Spulen im Tonabnehmer-Gehäuse feststehend montiert sind.